# 대한민국 민법 제809조
대한민국 민법 제809조는 근친혼 등의 금지에 대한 민법조문이다.

## 조문
제809조(근친혼 등의 금지) ① 8촌 이내의 혈족(친양자의 입양 전의 혈족을 포함한다) 사이에서는 혼인하지 못한다.
②6촌 이내의 혈족의 배우자, 배우자의 6촌 이내의 혈족, 배우자의 4촌 이내의 혈족의 배우자인 인척이거나 이러한 인척이었던 자 사이에서는 혼인하지 못한다.
③6촌 이내의 양부모계(養父母系)의 혈족이었던 자와 4촌 이내의 양부모계의 인척이었던 자 사이에서는 혼인하지 못한다.
[전문개정 2005.3.31.]

## 참고 문헌
- 편집부. (1997, 8). (헌재판례)민법 제809조 제1항 위헌제청/검찰청법 제12조 제 4항 등 위헌확인/국회의원과 국회의장간의 권한쟁의. 고시계, 42(9), 206-221.
- 최금숙. (2001). 民法 제809조의 改正에 관하여. 법학논집, 6(2), 19-42.

## 같이 보기
- 근친혼
- 동성동본